# Gertrud von Plettenberg

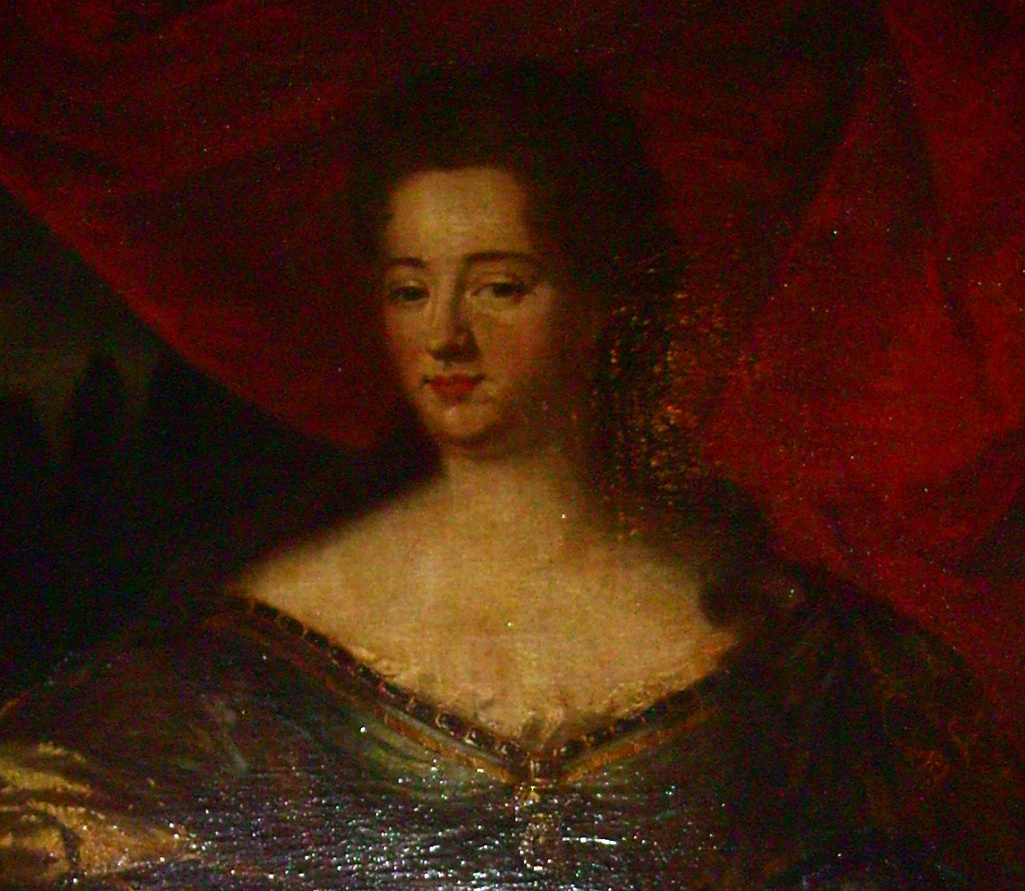
Gertrud von Plettenberg

Gertrud von Plettenberg, född 15??, död 1608 i Arnsberg, var mätress till och möjligen hemligt gift med Ernst av Bayern, furstbiskop av Köln. 
Hon tillhörde en fattig adelsfamilj. Hon arbetade först som kassör i ett kloster och blev sedan husföreståndare för slottet Arnsberg, som tillhörde kurfursten av Köln. På grund av förhållandet tillbrignade Ernst efter 1595 nästan hela sin tid på Arnsberg och försummade sin regering i Köln. Paret fick inga barn. De tros ha gift sig morganatiskt i hemlighet, men detta finns inte bekräftat. 